# Tableaux d'une exposition (film)
Pour l’article homonyme, voir Tableaux d'une exposition.
Tableaux d’une exposition (展覧会の絵, Tenrankai no E) est un film d'animation composé de dix courts métrages japonais réalisé en 1966 par Osamu Tezuka et son studio Mushi Production. Film avant-gardiste de 37 minutes, il rencontre un accueil critique favorable à sa sortie.

## Concept
Tableaux d’une exposition est un film expérimental composé de dix courts métrages indépendants illustrant les dix mouvements de la musique éponyme de Modeste Moussorgski, à l’origine une suite pour piano datant de 1874 arrangée par Isao Tomita. Chaque séquence présente une satire, parfois dramatique, des travers de la société moderne pour Tezuka, comme l’argent, la superficialité, l’orgueil... Si aucune parole n’est prononcée, le style artistique varie quant à lui beaucoup d’un court métrage à un autre. Le film rend finalement hommage à Fantasia de Disney, sorti en 1940 et dont le concept est très similaire.

## Résumés des courts métrages
Le film s’ouvre par une séquence en prise de vue réelle sur un musée, où sont exposées des caricatures ouvrant vers les dix courts métrages suivant :
Le critique
Montre le travail d’un critique et journaliste à scandale sans scrupule ;
Le Gardien du jardin artificiel
Peint l’agonie d’une abeille perdue dans un jardin somptueux mais artificiel, au milieu d’une mégalopole ;
Le Chirurgien esthétique
Suit un chirurgien qui remodèle les hommes, mais dont le visage est détruit à la fin ;
Le Directeur d’usine
Montre un patron sans scrupule qui exploite et remplace peu à peu ses employés par des machines, avant d’être victime de l’ironie du sort ;
Beatnik
Montre les relations chaotiques entre des poussins rouges et jaunes ;
Le Champion
Illustre l’ascension puis le déclin d’un éléphant boxeur, victime de son succès et de sa vanité ;
La Star
Montre le tournage d’une publicité par une diva ;
La méditation zen
Caricature de cet art ;
Le Soldat
Présente la guerre via une succession de feux d’artifice, puis prend le point de vue d’une femme malade, alitée dans une cabane proche du champ de bataille ;
Le Final
Allégorie du paradis, où tous les personnages vus précédemment passent sous un arc de triomphe antique et disparaissent. Seul reste l’arc et ses gravures animées d’hommes et femmes humbles et sans bien.

## Accueil
Tableaux d’une exposition sort au Japon le 11 novembre 1966 lors du festival Mushi Production. Il est salué par la critique et rapporte plusieurs récompenses à Tezuka, notamment le prix Noburō Ōfuji, le prix du meilleur film d’animation du Asia-Pacific Film Festival, ainsi que le Blue Ribbon Awards, tous en 1967.
Le film est aussi diffusé en France en 2006, conjointement à d’autres œuvres avant-gardistes de Tezuka comme Histoires du coin de la rue.

## Fiche technique
- Origine :  Japon
- Durée : 37 minutes

Réalisation
- Réalisateur : Osamu Tezuka
- Musique : Modeste Moussorgski (arrangement Isao Tomita)
- Directeur artistique : Nagahara Tatsuya
- Studio : Mushi Production

## Sources et références
1. ↑  (en) Natsu Onoda Power, God of comics : Osamu Tezuka and the creation of post-World War II manga, Jackson, Univ. Press of Mississippi, 2009, 1re éd., 202 p., poche (ISBN 978-1-60473-221-4, LCCN 2008046691), p. 136-137
2. 1 2  (en) Helen McCarthy et Jonathan Clements, The Anime Encyclopedia : A Guide to Japanese Animation Since 1917, Berkeley, Titan Books Ltd, 2001, poche (ISBN 978-1-84576-500-2, LCCN 2006028265), p. 489
3. ↑  (en) Fred Patten, Watching anime, reading manga : 25 years of essays and reviews, Berkeley, Stone Bridge Press, 2004, 383 p. (ISBN 978-1-880656-92-1, LCCN 2004014856, lire en ligne), p. 112, 148
4. ↑  (en) « About Tezuka Osamu, History, 1960s », tezukaosamu.net (consulté le 7 février 2011)
5. ↑  (en) « Pictures at an Exhibition », tezukaosamu.net (consulté le 7 février 2011)
6. ↑  « Tableaux d’une exposition », Les Films du Paradoxe (consulté le 7 février 2011)